# Puellina hexaspinosa
Puellina hexaspinosa är en mossdjursart som beskrevs av Harmelin 1978. Puellina hexaspinosa ingår i släktet Puellina och familjen Cribrilinidae. Inga underarter finns listade i Catalogue of Life.